# Liste der Baudenkmale in Hörden am Harz
In der Liste der Baudenkmale in Hörden am Harz sind die Baudenkmale der niedersächsischen Gemeinde Hörden am Harz enthalten. Der Stand der Liste ist der 5. Mai 2020. Die Quelle der Baudenkmale ist der Denkmalatlas Niedersachsen.

## Allgemein
In den Spalten befinden sich folgende Informationen:
- Lage: die Adresse des Baudenkmales und die geographischen Koordinaten. Kartenansicht, um Koordinaten zu setzen. In der Kartenansicht sind Baudenkmale ohne Koordinaten mit einem roten Marker dargestellt und können in der Karte gesetzt werden. Baudenkmale ohne Bild sind mit einem blauen Marker gekennzeichnet, Baudenkmale mit Bild mit einem grünen Marker.
- Bezeichnung: Bezeichnung des Baudenkmales
- Beschreibung: die Beschreibung des Baudenkmales. Unter § 3 Abs. 2 NDSchG werden Einzeldenkmale und unter § 3 Abs. 3 NDSchG Gruppen baulicher Anlagen und deren Bestandteile ausgewiesen.
- ID: die Objekt-ID des Baudenkmales
- Bild: ein Bild des Baudenkmales, ggf. zusätzlich mit einem Link zu weiteren Fotos des Baudenkmals im Medienarchiv Wikimedia Commons. Wenn man auf das Kamerasymbol klickt, können Fotos zu Baudenkmalen aus dieser Liste hochgeladen werden:

## Liste der Baudenkmale
| Lage                                           | Bezeichnung                         | Beschreibung                                                                                         | ID       | Bild           |
| ---------------------------------------------- | ----------------------------------- | --- | -------- | -------------- |
| Am Edelhof 6 51° 40′ 19″ N, 10° 16′ 57″ O      | Herrenhaus des ehemaligen Edelhofes | Rittergutsgebäude in Fachwerkbauweise mit vorkragendem Oberstock                                     | 34148523 | Weitere Bilder |
| Herzberger Straße 51° 40′ 12″ N, 10° 17′ 27″ O | Kriegerdenkmal                      | Kriegerdenkmal für die Gefallenen des Ersten und Zweiten Weltkrieges an der Nordseite des Friedhofs. | 34148739 |                |
| Hauptstraße 1 51° 40′ 7″ N, 10° 17′ 16″ O      | Kirche                              | 1782 in Fachwerkbauweise errichtete Kirche St. Nicolai.                                              | 34148597 | Weitere Bilder |
| Hauptstraße 6 51° 40′ 7″ N, 10° 17′ 10″ O      | Wohnhaus                            | Sogenannter Eulenhof mit Cafe und Ferienwohnungen.                                                   | 34148622 | Weitere Bilder |
| Schulstraße 5 51° 40′ 11″ N, 10° 17′ 8″ O      | Wohn-/Wirtschaftsgebäude            | | 34148809 |                |